# Анозогнозия
Анозогнозията е състояние, при което имащият дадено увреждане не осъзнава наличието на това увреждане. Причинява се от физиологични поражения в главния мозък, най-често в теменния дял на дясното полукълбо. Анозогнозията е описана за първи път от Жозеф Бабински през 1914 г.